# Seymour Cassel

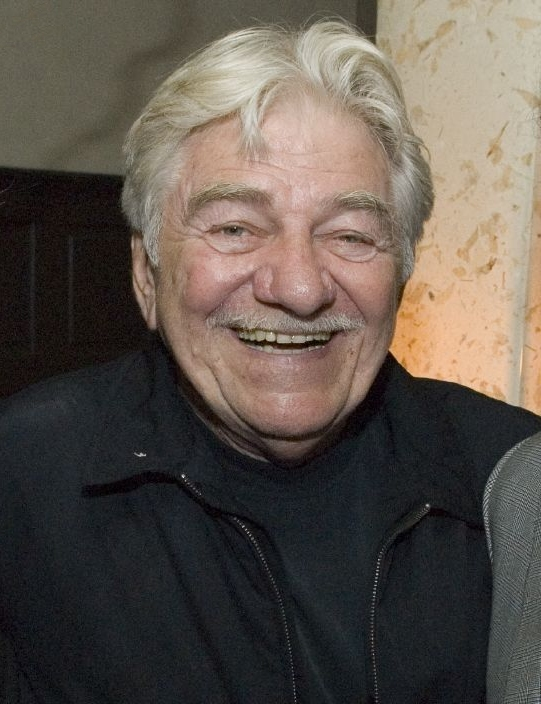
Seymour Cassel (2007)

Seymour Cassel (* 22. Januar 1935 in Detroit, Michigan; † 7. April 2019 in Los Angeles, Kalifornien) war ein US-amerikanischer Schauspieler.
Im Laufe seiner Karriere trat er in über 200 Film- und Fernsehproduktionen auf. Wiederholt war er in Filmen der Regisseure John Cassavetes und Wes Anderson zu sehen.

## Leben
Seymour Cassel ging aus der unehelichen Beziehung eines Nachtclubbesitzers und einer Burlesque-Tänzerin hervor. Seinen Vater lernte er nie kennen und wuchs zunächst mit seiner von Auftritt zu Auftritt reisenden Mutter auf; im Alter von drei Jahren stand er erstmals auf der Bühne. Wie er später in einem Interview berichtete, hatte er „mit sechs Jahren schon mehr Brüste gesehen als andere Menschen in ihrem ganzen Leben.“
Über seine Kindheit urteilte Cassel später: „Ich war ein kleiner Schmierenkomödiant und ein sehr offenes Kind, wahrscheinlich weil ich die ganze Zeit mit Erwachsenen zusammen war. Das zwang mich auch dazu, schnell aufzuwachsen, und ich lernte in jungen Jahren, wie Menschen lügen und sich gegenseitig täuschen. Ich habe diese Dinge gelernt, weil ich von Anfang an allein im Leben war.“
Seine Mutter heiratete einen Air Force Sergeant, als Cassel sechs Jahre alt war. Es folgten zahlreiche Umzüge und nachdem sich seine Mutter 1949 scheiden ließ, lebte er bis zu seinem 18. Lebensjahr bei einer Patentante in Detroit. Als Teenager war er Mitglied in Gangs und hatte Alkoholprobleme. Mit 17 Jahren wurde er vor die Entscheidung gestellt, ins Gefängnis oder zur US Navy zu gehen und entschied sich für drei Jahre beim Militär.
Danach kam er über eine Tätigkeit als Requisiteur zum Theater, wo er bald kleinere Rollen übernahm. Cassel studierte Schauspiel am American Theatre Wing und im Actors Studio. In dieser Zeit lernte er John Cassavetes kennen, was Cassel rückblickend als seine „Rettung“ bezeichnete. Kurz darauf debütierte er in einer kleinen Nebenrolle in Cassavetes’ Filmdrama Schatten (1959). Für seine Rolle des Chet im Filmdrama Gesichter, ebenfalls unter Regie von Cassavetes, wurde er 1969 für den Oscar als bester Nebendarsteller nominiert und gewann den National Society of Film Critics Award. Im Actionfilm Der Tiger – Die Stunde des Infernos (1986) trat er neben Gary Busey und Yaphet Kotto auf. Für seine Rolle in Alexandre Rockwells Komödie In the Soup – Alles Kino (1992) gewann er einen Sonderpreis des Sundance Film Festivals.

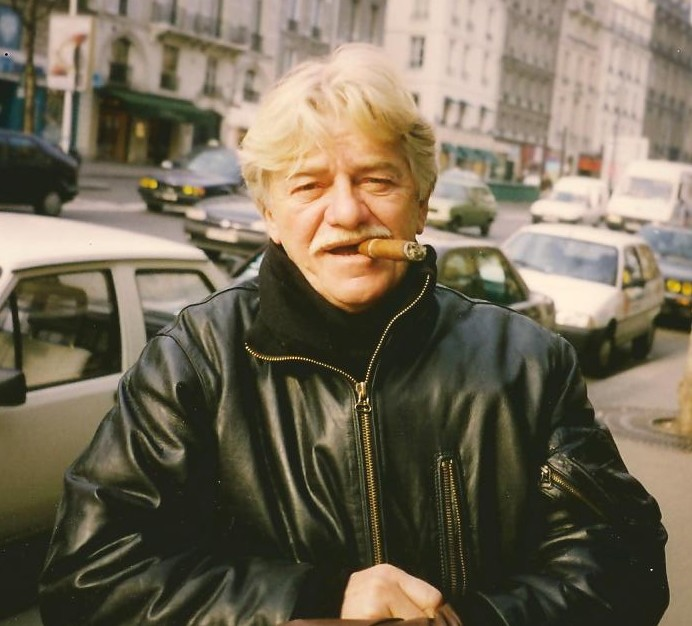
Seymour Cassel (1995)

Cassel spielte in dem Film Ein unmoralisches Angebot (1993) die Rolle des Mr. Shackleford, des Fahrers und Vertrauten des von Robert Redford dargestellten John Gage. In den Jahren 1994 bis 1995 war er in der Fernsehserie Unter Verdacht – Der korrupte Polizist in der Rolle des Mickey Schwartz zu sehen. In der Komödie Café Blue Eyes – Schlafloses Verlangen (1996) spielte er den verständnisvollen Cafébesitzer Leo.
Ab Ende der 1990er Jahre arbeitete er wiederholt mit Regisseur Wes Anderson, in dessen Filmen Rushmore (1998), Die Royal Tenenbaums (2001) und Die Tiefseetaucher (2004) er jeweils eine Rolle übernahm.
Cassel wurde 1999 für sein Lebenswerk mit einem Preis des Malibu Film Festivals ausgezeichnet, im Jahr 2003 folgte ein Preis des Rhode Island International Film Festivals. 2009 erhielt er den Indie Icon Award beim San Diego Film Festival. Im Jahr 2012 wurde beim Filmfest Oldenburg ein neuer Schauspielerpreis eingeführt und nach Seymour Cassel benannt.
Cassel war in den Jahren 1964 bis 1983 mit der Schauspielerin Elizabeth Deering verheiratet. Er starb im April 2019 im Alter von 84 Jahren im Kreis seiner Familie an den Folgen der Alzheimer-Krankheit. Er hinterließ drei Kinder, darunter den Filmeditor Matthew Cassel, sowie sieben Enkel und drei Urenkel.

## Filmografie (Auswahl)
- 1959: Schatten (Shadows)
- 1960: Geheimakte M (Man on a String)
- 1960: Juke Box Racket
- 1960: Unterwelt (Murder Inc.)
- 1961: Too Late Blues
- 1962: The Webster Boy
- 1963: Der verrückte Professor (The Nutty Professor)
- 1964: Der Tod eines Killers (The Killers)
- 1965–1966: 12 O’Clock High (Fernsehserie, 5 Episoden)
- 1968: Gesichter (Faces)
- 1968: Coogans großer Bluff (Coogan’s Bluff)
- 1970: The Revolutionary
- 1971: Minnie und Moskowitz (Minnie and Moskowitz)
- 1976: Die Ermordung eines chinesischen Buchmachers (The Killing of a Chinese Bookie)
- 1976: Der letzte Tycoon (The Last Tycoon)
- 1977: Tödliche Spiele (Death Game)
- 1977: Verschwörung in Black Oak (Black Oak Conspiracy)
- 1977: Valentino
- 1978: Convoy
- 1979: California Dreaming
- 1979: Zum Überleben verdammt (Ravagers)
- 1979: Heiße Hölle Acapulco (Sunburn)
- 1980: Duell am Wind River (The Mountain Men)
- 1981: Helden der Straße (King of the Mountain)
- 1982: Psycho-Killer (Double Exposure)
- 1984: Love Streams
- 1986: Der Callgirl Club (Beverly Hills Madam)
- 1986: Der Tiger – Die Stunde des Infernos (Eye of the Tiger)
- 1987: Tin Men
- 1987: Dynamike (Survival Game)
- 1987: Plain Clothes – Mord in der Highschool (Plain Clothes)
- 1988: Johnny be Good
- 1988: Colors – Farben der Gewalt (Colors)
- 1988: Track 29 – Ein gefährliches Spiel (Track 29)
- 1988: Raumschiff Enterprise – Das nächste Jahrhundert (Star Trek: The Next Generation, Fernsehserie, 1 Episode)
- 1988: Matlock (Fernsehserie, 3 Episoden)
- 1989: Tanz der Hexen (Wicked Stepmother)
- 1990: Dick Tracy
- 1990: Cold Dog – Zur Hölle mit dem Himmelhund (Cold Dog Soup)
- 1991: Wolfsblut (White Fang)
- 1991: Die wahren Bosse – Ein teuflisches Imperium (Mobsters)
- 1991: Kalter Himmel (Cold Heaven)
- 1991: Keiner kommt hier lebend raus (Diary of a Hitman)
- 1991: Der perfekte Mord (Dead in the Water, Fernsehfilm)
- 1991: Das fremde Gesicht (Face of a Stranger, Fernsehfilm)
- 1992: Alles Kino (In the Soup)
- 1992: Wild Angel (Love Is Like That)
- 1992: Chain of Desire
- 1992: … aber nicht mit meiner Braut – Honeymoon in Vegas (Honeymoon in Vegas)
- 1992: Adventures in Spying
- 1993: Harry & Kit – Trouble Bound (Trouble Bound)
- 1993: Ein unmoralisches Angebot (Indecent Proposal)
- 1993: Boiling Point – Die Bombe tickt (Boiling Point)
- 1993: Wenn Schweine fliegen (When Pigs Fly)
- 1993: Partners (Kurzfilm)
- 1994: Handgun – Hetzjagd durch New York (Hand Gun)
- 1994: Chasers – Zu sexy für den Knast (Chasers)
- 1994: 2 Millionen Dollar Trinkgeld (It Could Happen to You)
- 1994: Tödliche Bilder (Dark Side of Genius)
- 1994: The Last Days of Paradise
- 1994: Unsere Welt war eine schöne Lüge (Imaginary Crimes)
- 1994–1995: Unter Verdacht – Der korrupte Polizist (Under Suspicion, Fernsehserie, 17 Episoden)
- 1996: Was ich Dir noch nie erzählt habe (Things I Never Told You)
- 1996: Café Blue Eyes – Schlafloses Verlangen (Dream for an Insomniac)
- 1996: Good Company (Fernsehserie, 6 Episoden)
- 1996: Trees Lounge – Die Bar, in der sich alles dreht (Trees Lounge)
- 1996: Dead Girl
- 1996: Chameleon (Caméléone)
- 1996: The Last Home Run
- 1996–1999: Tracey Takes On... (Fernsehserie, 9 Episoden)
- 1997: Ohne Gewissen (This World, Then the Fireworks)
- 1997: Cannes Man
- 1997: Obsession
- 1997: Die Hawking Affäre (Motel Blue)
- 1998: Hollywood Salome
- 1998: Relax... It’s Just Sex
- 1998: Manche mögens anders (The Treat)
- 1998: Snapped
- 1998: Kubanisch rauchen
- 1998: Rushmore
- 1998: The Last Call
- 1999: Temps
- 1999: Ballad of the Nightingale
- 1999: Me and Will
- 1999: Black & White – Gefährlicher Verdacht (Black and White)
- 2000: Animal Factory
- 2000: Second Chance – Alles wird gut (The Crew)
- 2000: Just One Night
- 2001: The Sleepy Time Gal
- 2001: Bartleby
- 2001: 61* (Fernsehfilm)
- 2001: Women of the Night
- 2001: The Cure for Boredom
- 2001: Die Royal Tenenbaums (The Royal Tenenbaums)
- 2001: The Chameleon
- 2002: Passionada
- 2002: Sonny
- 2002: Schwere Jungs (Stealing Harvard)
- 2002: Manna from Heaven
- 2002: The Burial Society
- 2002: The Biz
- 2003: Eine gute Nacht zum Sterben (A Good Night to Die)
- 2003: Unzertrennlich (Stuck on You)
- 2004: Sweet Underground
- 2004: Die Tiefseetaucher (The Life Aquatic with Steve Zissou)
- 2005: Lonesome Jim
- 2005: The Wendell Baker Story
- 2005: Bittersweet Place
- 2005: The Tenants
- 2005: Before It Had a Name
- 2005: Welcome to California
- 2005: Circadian Rhythm
- 2006: Sea of Dreams
- 2006: Hollywood Dreams
- 2006: Heist (Fernsehserie, 6 Episoden)
- 2006: Ray of Sunshine
- 2006: Beer League
- 2007: Emergency Room – Die Notaufnahme (ER, Fernsehserie, Folge 13x18)
- 2007: The Happiest Day of His Life
- 2007: Postal
- 2007: Cosmic Radio
- 2008: Beau Jest
- 2008: Barbiere, IL
- 2008: Big Heart City
- 2008: Reach for Me
- 2008: To Love and Die (Fernsehfilm)
- 2009: Staten Island
- 2009: Not Dead Yet
- 2010: Chasing 3000
- 2010: Kissing Strangers
- 2010: Pete Smalls Is Dead
- 2010: Now Here
- 2010: Back Nine (Fernsehfilm)
- 2011: Fort McCoy
- 2011: Without Borders
- 2011: L!fe Happens – Das Leben eben! (L!fe Happens)
- 2011: Freerunner
- 2011: Circling the Drain (Fernsehfilm)
- 2012: Silver Case
- 2012: Booster
- 2012: Broken Kingdom
- 2012: Lost Angeles
- 2013: The Secret Lives of Dorks
- 2014: Pride of Lions
- 2014: Lucky Dog
- 2014: The Algerian
- 2014: At the Maple Grove
- 2015: Silver Case: Director’s Cut